# Вчорайшенська сільська рада
Вчорайшенська сільська рада — орган місцевого самоврядування Вчорайшенської сільської територіальної громади Бердичівського району Житомирської області з розміщенням у с. Вчорайше.

## Склад ради

### VIII скликання
Рада складається з 22 депутатів та голови.
25 жовтня 2020 року, на чергових місцевих виборах, було обрано 22 депутати ради, з них: самовисування — 15, Всеукраїнське об'єднання «Батьківщина» — 5 та «За майбутнє» — 2.
Головою громади обрали позапартійного самовисуванця Олександра Черешнюка, чинного Вчорайшенського сільського голову.
| width="30%" | 
|}

### Перший склад ради громади (2018р.)
Перші вибори депутатів ради громади та сільського голови відбулись 23 грудня 2018 року.
Було обрано 22 депутати ради, з котрих: 9 презентують Всеукраїнське об'єднання «Батьківщина», 6 — самовисуванці, 4 депутати — БПП «Солідарність», 2 — Радикальна партія Олега Ляшка та 1 — УКРОП.
Головою громади обрали позапартійного кандидата від БПП «Солідарність» Олександра Черешнюка, першого заступника голови Ружинської райдержадміністрації.

## Керівний склад сільської ради
| ПІБ                            | Основні відомості                                                                   | Суб'єкт висування  | Дата обрання | Дата звільнення |
| ------------------------------ | ----------------------------------------------------------------------------------- | ------------------ | ------------ | --------------- |
| Приступнюк Юрій Миколайович    | Сільський голова, 1972 року народження, освіта, безпартійний                        |                    | 26.03.2006   | 31.10.2010      |
| Іщук Олександр Анатолійович    | Сільський голова, 1965 року народження, освіта вища, безпартійний                   | Самовисування      | 31.10.2010   | 25.10.2015      |
| Іщук Олександр Анатолійович    | Сільський голова, 1965 року народження, освіта вища, член партії БПП «Солідарність» | БПП «Солідарність» | 25.10.2015   | 23.12.2018      |
| Черешнюк Олександр Миколайович | Сільський голова, 1975 року народження, освіта вища, безпартійний                   | БПП «Солідарність» | 23.12.2018   | 25.10.2020      |
| Черешнюк Олександр Миколайович | Сільський голова, 1975 року народження, освіта вища, безпартійний                   | Самовисування      | 25.10.2020   |                 |

Примітка: таблиця складена за даними джерела

## Історія
Створена 1923 року в с. Вчорайше Бровківської волості Сквирського повіту Київської губернії. Станом на 17 грудня 1926 року на обліку числяться виселок Будьонного, лісова сторожка Березина, фільварки Острів, Червона Ферма та Чорна Ферма. Станом на 1 жовтня 1941 року лісова сторожка та фільварки не перебувають на обліку населених пунктів.
Станом на 1 вересня 1946 року сільська рада входила до складу Вчорайшенського району Житомирської області, на обліку в раді перебували села Будьонновка та Вчорайше.
Станом на 1 січня 1972 року сільська рада входила до складу Ружинського району Житомирської області, на обліку в раді перебували села Вчорайше та Лісове.
До 31 липня 2018 року — адміністративно-територіальна одиниця в Ружинському районі Житомирської області з площею території 44,676 км² та підпорядкуванням сіл Вчорайше й Лісове.
Входила до складу Вчорайшенського (Бровківського, 7.03.1923 р., 13.02.1935 р.), Ружинського (5.02.1931 р., 28.11.1957 р., 4.01.1965 р.) та Попільнянського (30.12.1962 р.) районів.

### Населення
Відповідно до перепису населення СРСР, станом на 17 грудня 1926 року, чисельність населення ради становила 3 995 осіб, з них, за статтю: чоловіків — 1 941, жінок — 2 054; етнічний склад: українців — 2 811, росіян — 27, євреїв — 1 072, поляків — 63, інших — 22. Кількість господарств — 954, з них, неселянського типу — 290.
Кількість населення ради, станом на 1931 рік, складала 1 050 осіб.
Відповідно до результатів перепису населення СРСР, кількість населення ради, станом на 12 січня 1989 року, становила 1 681 особу.
Станом на 5 грудня 2001 року, відповідно до перепису населення України, кількість мешканців сільської ради становила 1 358 осіб.